# Оксид кобальту(III)
Окси́д ко́бальту(III), ко́бальт(III) окси́д — неорганічна сполука складу Co2O3. Являє собою чорні, гексагональні кристали.
Більшу реакційну здатність сполука має у вигляді кристалогідрату Co2O3·H2O.

## Отримання
Оксид кобальту можна синтезувати термічним розкладанням деяких оксигеновмісних сполук кобальту, наприклад, гідроксиду Co(OH)2, нітрату Co(NO3)2, або дегідратацією гідрату оксиду Co2O3·H2O:
{\displaystyle \mathrm {4Co(NO_{3})_{2}{\xrightarrow {180^{o}C}}2Co_{2}O_{3}+8NO_{2}+O_{2}} }
{\displaystyle \mathrm {4Co(OH)_{2}+O_{2}{\xrightarrow {350-360^{o}C}}2Co_{2}O_{3}+4H_{2}O} }
{\displaystyle \mathrm {Co_{2}O_{3}\cdot H_{2}O{\xrightarrow {250^{o}C}}Co_{2}O_{3}+H_{2}O} }

## Хімічні властивості
При невеликому нагріванні Co2O3 перетворюється на змішаний оксид CoO·Co2O3, а за температури 940 °C повністю розкладається з утворенням CoO:
{\displaystyle \mathrm {6Co_{2}O_{3}{\xrightarrow {265^{o}C}}4Co_{3}O_{4}+O_{2}} }
{\displaystyle \mathrm {2Co_{2}O_{3}{\xrightarrow {940^{o}C}}4CoO+O_{2}} }
Кобальт(III) утворює малостійкі сполуки, на відміну від Co(II). При взаємодії оксиду Co2O3 із типовими відновниками, наприклад, із HCl, утворюються перш за все сполуки Co(II):
{\displaystyle \mathrm {Co_{2}O_{3}+6HCl{\xrightarrow {940^{o}C}}2CoCl_{2}+Cl_{2}+3H_{2}O} }
{\displaystyle \mathrm {2Co_{2}O_{3}+3SiCl_{4}{\xrightarrow {940^{o}C}}4CoCl_{2}+2Cl_{2}+3SiO_{2}} }
Оксид відновлюється до металу при дії водню, метану та CO. При відновленні воднем можна отримати метал із чистотою до 99,86%, в той час як при відновленні за допомогою CO продукти матимуть домішки карбідів.
{\displaystyle \mathrm {Co_{2}O_{3}+3H_{2}{\xrightarrow {250-1100^{o}C}}2Co+3H_{2}O} }
{\displaystyle \mathrm {Co_{2}O_{3}+CH_{4}{\xrightarrow {800^{o}C}}2Co+CO+2H_{2}O} }